# Scinax aromothyella
Scinax aromothyella är en groddjursart som beskrevs av Julian Faivovich 2005. Scinax aromothyella ingår i släktet Scinax och familjen lövgrodor. IUCN kategoriserar arten globalt som otillräckligt studerad. Inga underarter finns listade i Catalogue of Life.